# Matthias N'Gartéri Mayadi
Matthias N'Gartéri Mayadi, né en 1946 à Bédaya et mort le 19 novembre 2013, à l'âge de 71 ou 72, ans, est un évêque catholique tchadien, archevêque de N'Djaména de 2003 à 2013. Il est le premier clerc tchadien à avoir été ordonné à l'épiscopat.

## Biographie
Né en 1946 à Bédaya dans la sous-préfecture de Koumra, Matthias N'Gartéri Mayadi quitte son village natal en 1951 pour Koumogo grâce à un de ses oncles. Il y suivra sa scolarité primaire. Lorsqu'il revient à Bédaya, il fait la connaissance d'un prêtre évangélisateur. Cette rencontre marquera un tournant dans sa vie et il part en 1953 à Koumra pour rejoindre l'école Sainte-Thérèse. Il reçoit le baptême deux ans plus tard en 1955, ce qui en fait le tout premier Tchadien originaire de Bédaya à devenir chrétien baptisé.
Il entre par la suite au séminaire et suit une formation entre le Cameroun et la France. Il est ordonné au diaconat en 1977 et une année plus tard, le 30 décembre 1978, il est ordonné au presbytérat dans le diocèse de Sarh. Le 28 octobre 1985, il y est nommé évêque auxiliaire et ordonné évêque titulaire de Thuburnica (de) le 12 avril 1986 par le cardinal Paul Zoungrana. Cette ordination fait de lui le premier religieux tchadien à être ordonné à l'épiscopat. Une année plus tard, le 7 mars 1987, il remplace Henri Véniat et devient l'évêque du diocèse.
Trois ans plus tard, le 11 juin 1990 il est déplacé à la tête du diocèse de Moundou à la suite du décès de Gabriel Balet survenu lors d'un accident d'avion en 1989. Sa gestion du diocèse est mal acceptée par une partie de ses membres et il y connait quelques difficultés. Il est aussi accusé d'avoir vidé les caisses du diocèse de Sarh lorsqu'il a appris sa nomination pour celui de Moundou.
Lorsque Charles Vandame atteint l'âge de présenter sa démission, le pape Jean-Paul II le nomme à la tête de l'archidiocèse de N'djamena. Il en sera l'archevêque du 31 juillet 2003 jusqu'à sa mort.
Il est une figure du dialogue inter-religieux au Tchad avec l'imam cheikh Hissein Hassan Abakar de la grande mosquée de N'Djaména et le révérend pasteur Soïnan Potifar avec qui il forme un trio ayant une grande influence morale. Ils ont notamment mis en place une prière inter-religieuse et inter-confessionnelle pour la paix au Tchad, qui est priée chaque 28 novembre, jour de la République.
Il meurt d'un accident vasculaire cérébral dans un avion le transportant en France à Colombier-Saugnieu près de Lyon, pour faire soigner sa maladie qui a été rendue publique le 17 novembre 2013.

## Succession apostolique
Matthias N'Gartéri Mayadi a ordonné les évêques suivants :
- Évêque Michele Russo (it), M.C.C.I. (1989)
- Évêque Miguel Ángel Sebastián Martínez (es), M.C.C.I. (1999)
- Évêque Rosario Pio Ramolo (de), O.F.M.Cap. (1999)
- Évêque Henri Coudray, S.I. (2009)